# Hugo Friedhofer
Hugo Friedhofer (* 3. Mai 1901 in San Francisco; † 17. Mai 1981 in Los Angeles) war ein US-amerikanischer Filmkomponist, der – trotz seiner hohen Reputation in Filmmusikkreisen – bis heute um einiges unbekannter ist als Kollegen wie etwa Erich Wolfgang Korngold, Alfred Newman, Franz Waxman oder Max Steiner, mit denen er als Orchestrator oder Mitkomponist sehr oft zusammenarbeitete.

## Leben und Wirken
Als Kind des deutschstämmigen US-Amerikaners Mathias Friedhofer und der deutschen Einwanderin Eva König, die beide am Dresdner Konservatorium zu professionellen Musikern (er zum Cellisten, sie zur Pianistin) ausgebildet worden waren, lernte Hugo bereits mit 13 Jahren Cello. Nach einer abgebrochenen Ausbildung zum Grafiker nahm er Unterricht in Komposition bei Domenico Brescia. Gerade einmal 19-jährig wurde Friedhofer als Cellist beim People’s Symphony Orchestra engagiert und heiratete im selben Jahr die Pianistin Elizabeth Barrett, mit der er zwei Kinder bekommen sollte.
1929 arbeitete Friedhofer zum ersten Mal im Bereich Filmmusik als Pianist in Stummfilmorchestern, wurde im selben Jahr jedoch bereits als Arrangeur bei den Fox-Studios unter Vertrag genommen. Als er 1935 seinen Arbeitsplatz dort verlor, arbeitete er zunächst als Orchestrator für Erich Wolfgang Korngold, wurde 1942 jedoch von Alfred Newman, dem Direktor der frisch aus der Taufe gehobenen Musikabteilung der Twentieth Century Fox Studios, als deren fest angestellter Hauskomponist verpflichtet.
1947 gewann er für seine Filmmusik zu Die besten Jahre unseres Lebens den Oscar für die beste Filmmusik. Insgesamt sollte Friedhofer neun Nominierungen für die Trophäe erfahren, 1958 sogar gleich zwei auf einmal für seine Filmmusiken zur Romanze Die große Liebe meines Lebens (1957) – die in Teilen als filmische Vorlage für Schlaflos in Seattle (1993) diente – und zur Romanverfilmung Der Knabe auf dem Delphin (1957).
Friedhofers Werk wird heute innerhalb der Branche trotz seines verhältnismäßig geringen Bekanntheitsgrades äußerst geschätzt und wiederentdeckt. Seinem discographisch wenig erschlossenen Gesamtwerk widmen sich mittlerweile auch Plattenfirmen wie Naxos, Film Score Monthly, Varése Sarabande oder BYU.

## Filmografie (Auswahl)
- 1930: A Devil with Women
- 1933: Meine Lippen lügen nicht (My Lips Betray)
- 1934: Orient Express
- 1934: Das Leben geht weiter (The World Moves On)
- 1934: Abenteuer in Borneo (Pursued)
- 1936: Kampf in den Bergen (The Trail of the Lonesome Pine)
- 1936: Der Gefangene der Haifischinsel (The Prisoner of Shark Island)
- 1938: Die Abenteuer des Marco Polo (The Adventures of Marco Polo)
- 1938: Topper geht auf Reisen (Topper Takes a Trip)
- 1943: Chetniks (Chetniks! The Fighting Guerillas)
- 1943: They Came to Blow Up America
- 1943: Paris After Dark
- 1943: The Gang’s All Here
- 1944: Das Rettungsboot (Lifeboat)
- 1944: Scotland Yard greift ein (The Lodger)
- 1944: Zu Hause in Indiana (Home in Indiana)
- 1944: Mission im Pazifik (Wing and a Prayer)
- 1944: Der Ring der Verschworenen (The Conspirators)
- 1944: Gefährliche Begegnung (The Woman in the Window)
- 1944: Zwischen zwei Welten (Between Two Worlds)
- 1945: Hilfe, ich bin Millionär (Brewster’s Millions)
- 1946: Der Bandit und die Königin (The Bandit of Sherwood Forest)
- 1946: So Dark the Night
- 1946: Die besten Jahre unseres Lebens (The Best Years of Our Lives)
- 1947: Besuch in Kalifornien (The Man I Love)
- 1947: Jagd nach Millionen (Body and Soul)
- 1947: Rauhe Ernte (Wild Harvest)
- 1947: Jede Frau braucht einen Engel (The Bishop’s Wife)
- 1947: Schmutzige Dollars (Cheyenne)
- 1948: Blutfehde (The Swordsman)
- 1948: Abenteuer auf Sizilien (Adventures of Casanova)
- 1948: Johanna von Orleans (Joan of Arc)
- 1948: Betrogene Jugend (Enchantment)
- 1949: Bride of Vengeance
- 1950: Drei kehrten heim (Three Came Home)
- 1950: Entgleist (No Man of Her Own)
- 1950: Der gebrochene Pfeil (Broken Arrow)
- 1950: Auf des Schicksals Schneide (Edge of Doom)
- 1950: Vorposten in Wildwest (Two Flags West)
- 1950: Aufruhr in Santa Sierra (The Sound of Fury)
- 1950: Captain Carey, U.S.A.
- 1951: Cry Danger – nur Lied Cry Danger
- 1951: Reporter des Satans (Ace in the Hole)
- 1951: Queen for a Day
- 1952: Happy-End … und was kommt dann? (The Marrying Kind)
- 1952: Die Frau des Banditen (The Outcasts of Poker Flat)
- 1952: Schwarze Trommeln (Lydia Bailey)
- 1952: Nur für Dich (Just for You)
- 1952: Die letzte Entscheidung (Above and Beyond)
- 1952: Menschenjagd in San Francisco (The San Francisco Story)
- 1953: Donner in Fern-Ost (Thunder in the East)
- 1953: Man nennt mich Hondo (Hondo)
- 1953: Das letzte Signal (Island in the Sky)
- 1953: Der unheimliche Untermieter (Man in the Attic)
- 1954: Vera Cruz
- 1955: Die weiße Feder (White Feather)
- 1955: Sensation am Sonnabend (Violent Saturday)
- 1955: Herrscher des Dschungels (Jungle Moon Men)
- 1955: Treffpunkt Hongkong (Soldier of Fortune)
- 1955: Die sieben goldenen Städte (Seven Cities of Gold)
- 1955: Der große Regen (The Rains of Ranchipur)
- 1956: Schmutziger Lorbeer (The Harder They Fall)
- 1956: Bungalow der Frauen (The Revolt of Mamie Stover)
- 1956: Feuertaufe (Between Heaven and Hell)
- 1957: Die große Liebe meines Lebens (An Affair to Remember)
- 1957: Der Knabe auf dem Delphin (Boy on a Dolphin)
- 1957: Zwischen Madrid und Paris (The Sun Also Rises)
- 1958: Die jungen Löwen (The Young Lions)
- 1958: Der Barbar und die Geisha (The Barbarian and the Geisha)
- 1958: Hölle, wo ist dein Schrecken (In Love and War)
- 1959: Ungebändigt (Woman Obsessed)
- 1959: Diese Erde ist mein (This Earth Is Mine)
- 1959: Der blaue Engel (The Blue Angel)
- 1959: Wenn das Blut kocht (Never So Few)
- 1961: Der Besessene (One-Eyed Jacks)
- 1961: Mörderisch (Homicidal)
- 1962: Das letzte Kommando (Geronimo)
- 1962: Die Schönheit und das Ungeheuer (Beauty and the Beast)
- 1964: Geheimauftrag Dubrovnik (The Secret Invasion)
- 1971: Manfred von Richthofen – Der Rote Baron (Von Richthofen and Brown)

als Arrangeur
- 1939: Todesangst bei jeder Dämmerung (Each Dawn I Die)
- 1940: Hölle, wo ist dein Sieg (All This, and Heaven Too)

nicht im Abspann
- 1930: Just Imagine
- 1931: Transatlantic
- 1932: Sherlock Holmes
- 1933: Meine Küsse lügen (My Lips Betray)
- 1933: Ich bin Susanne (I Am Suzanne!)
- 1935: Das Schiff des Satans (Dante’s Inferno)
- 1935: Charlie Chan in Ägypten (Charlie Chan in Egypt)
- 1935: Die Peitsche der Pampas (Under the Pampas Moon)
- 1935: Peter Ibbetson
- 1936: Der große Ziegfeld (The Great Ziegfeld)
- 1937: Mr. Moto und der China-Schatz (Thank You, Mr. Moto)
- 1939: Ein ideales Paar (Made for Each Other)
- 1940: Im Zeichen des Zorro (The Mark of Zorro)
- 1942: Sabotageauftrag Berlin (Desperate Journey)
- 1945: Der Vagabund von Texas (Along Came Jones)
- 1946: Gilda
- 1946: Der Jazzsänger (The Jolson Story)
- 1947: Späte Sühne (Dead Reckoning)
- 1953: Das geheimnisvolle Testament (Plunder of the Sun)

als Orchesterleiter
- 1935: Unter Piratenflagge (Captain Blood)
- 1936: Ein rastloses Leben (Anthony Adverse)
- 1936: Der Garten Allahs (The Garden of Allah)
- 1936: Der Verrat des Surat Khan (The Charge of the Light Brigade)
- 1937: In den Fesseln von Shangri-La (Lost Horizon)
- 1937: Ein Stern geht auf (A Star Is Born)
- 1937: Kid Galahad – Mit harten Fäusten (Kid Galahad)
- 1937: Das Leben des Emile Zola (The Life of Emile Zola)
- 1937: … dann kam der Orkan (The Hurricane)
- 1938: Jezebel – Die boshafte Lady (Jezebel)
- 1938: Robin Hood, König der Vagabunden (The Adventures of Robin Hood)
- 1938. Chicago – Engel mit schmutzigen Gesichtern (Angels with Dirty Faces)
- 1939: Opfer einer großen Liebe (Dark Victory)
- 1939: Günstling einer Königin (The Private Lives of Elizabeth and Essex)
- 1939: Vom Winde verweht (Gone with the Wind)
- 1940: Rebecca
- 1940: Der Herr der sieben Meere (The Sea Hawk)
- 1940: Das Geheimnis von Malampur (The Letter)
- 1941: Vertauschtes Glück (The Great Lie)
- 1941: Sein letztes Kommando (They Died with Their Boots On)
- 1941: Dive Bomber
- 1945: Ein Mann der Tat (San Antonio)